# Miguel Nicolelis
Miguel Nicolelis (São Paulo, 1961. március 7. –) olasz-görög származású brazil tudós, orvos, neurológus. A 2014-es labdarúgó-világbajnokság nyitómeccsén a kezdőrúgást egy mozgássérült fiú végezte el egy Nicoleis által tervezett különleges eszközzel. Ateista.